# Manteiguinha
André Luiz Brügger de Mello Rodrigues (Rio de Janeiro, 2 de abril de 1981) é um jogador de basquete brasileiro. Iniciou sua carreira nas categorias de base de equipes cariocas como Flamengo, Tijuca e Clube Municipal, mas foi no Vasco da Gama que Manteiguinha profissionalizou-se.
Com convocações para a Seleção, Manteiguinha é tido como destaque nos clubes onde jogou.
Na Seleção Manteiguinha disputou os 5º Goodwill Games em Brisbane em 2001 quando o Brasil conquistou a Medalha de Bronze